# فلمنج ألان
فلمنج ألان (بالإنجليزية: Fleming Allen)‏ هو كاتب أغاني أمريكي، ولد في 2 فبراير 1904، وتوفي في 2 فبراير 1965.

## وصلات خارجية
- فلمنج ألان على موقع IMDb (الإنجليزية)